# Serpenthusa brucei
Genre
Espèce
Serpenthusa brucei est une espèce de crabes de la famille des Ethusidae, la seule du genre Serpenthusa.

## Distribution
Cette espèce a été découverte au Vanuatu.

## Référence
- Naruse, Castro & Ng, 2009 : A new genus and new species of Ethusidae (Decapoda, Brachyura) from Vanuatu, Western Pacific. Crustaceana, vol. 82, n. 7, p. 931–938.

## Sources
- De Grave & al., 2009 : A Classification of Living and Fossil Genera of Decapod Crustaceans. Raffles Bulletin of Zoology Supplement, n. 21, p. 1-109.